# Чёрный дождь (осадки)

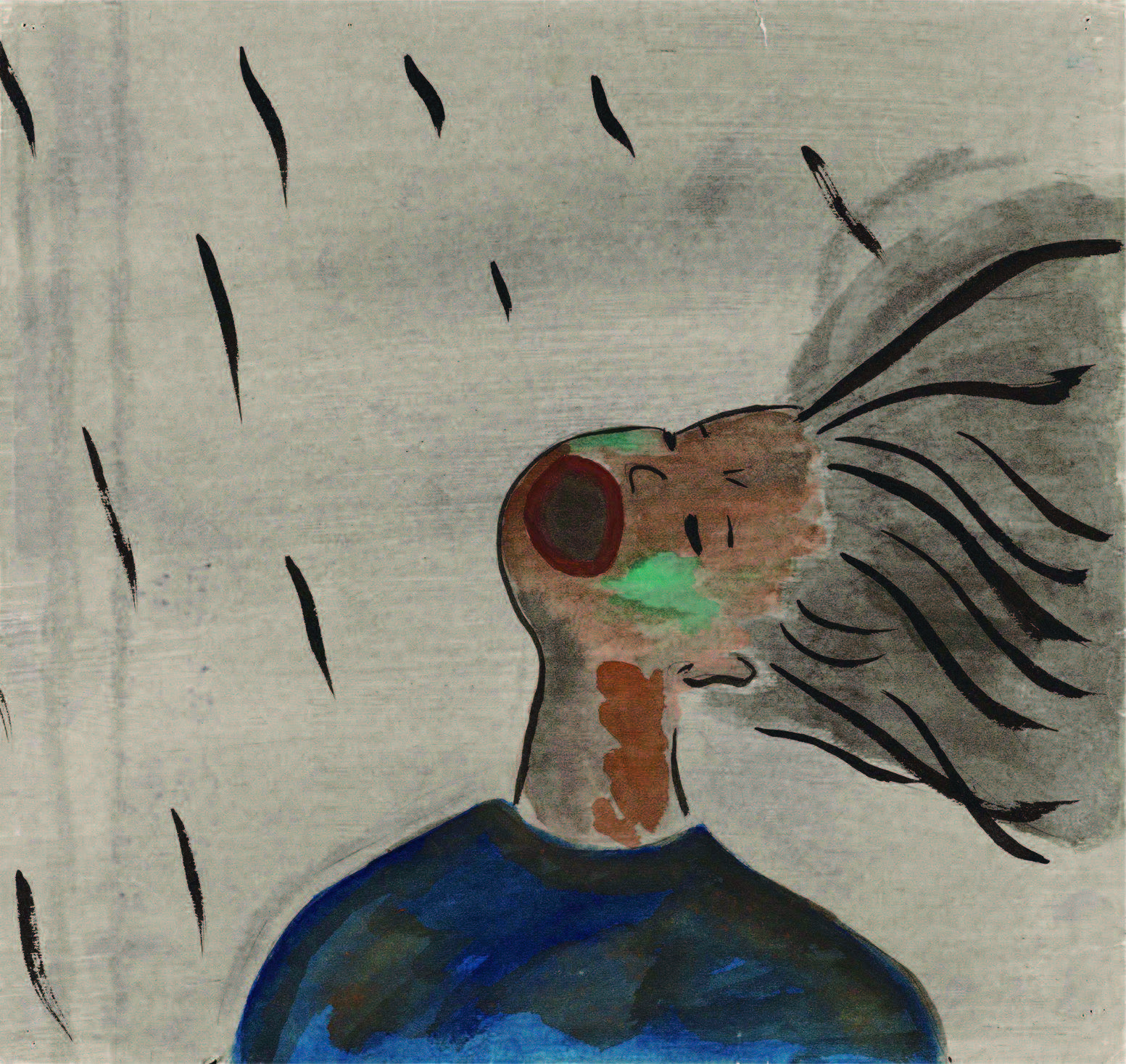
«Жаждущая женщина ловит чёрный дождь ртом». Картина Акико Такакуры

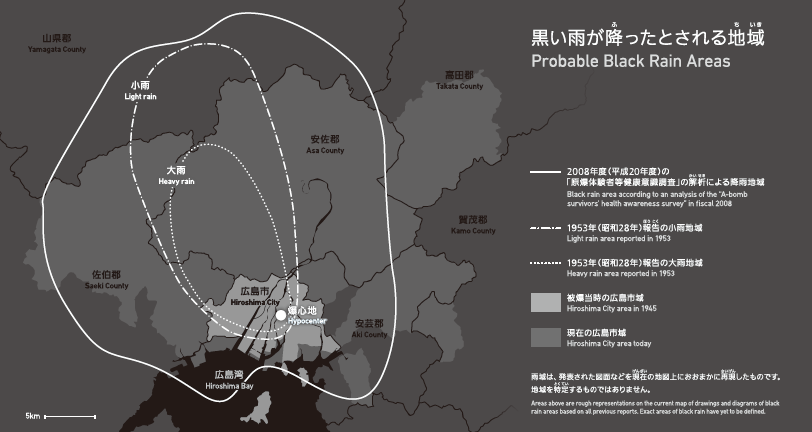
Карта зон выпадения осадков в зоне атомных бомбардировок Хиросимы и Нагасаки

Чёрный дождь  (яп. 黒い雨 кюрои: яме, кюро́й-я́ме) — именно так характеризовали наблюдаемое явление выжившие во время атомных бомбардировок Хиросимы и Нагасаки — одно из сопутствующих явлений-последствий радиационных событий (ядерных катастроф) различного происхождения, специфический вид атмосферных осадков, выпадающих в зоне происшествия (атомного взрыва, аварии и т. п.). Представляют собой взвесь жидких и твёрдых радиоактивных веществ, поднявшихся в атмосферу в результате детонации, с разнообразными микрочастицами — радиоактивной пылью, копотью, грязью, частицами грунта и разрушенных сооружений, выпадающую в форме осадков в зоне поражения и в направлении движения воздушных масс. По консистенции и внешнему виду напоминают вязкий мазут. Представляют угрозу для всего живого непосредственно после выпадения и в долгосрочной перспективе.

## Исторический контекст и последствия

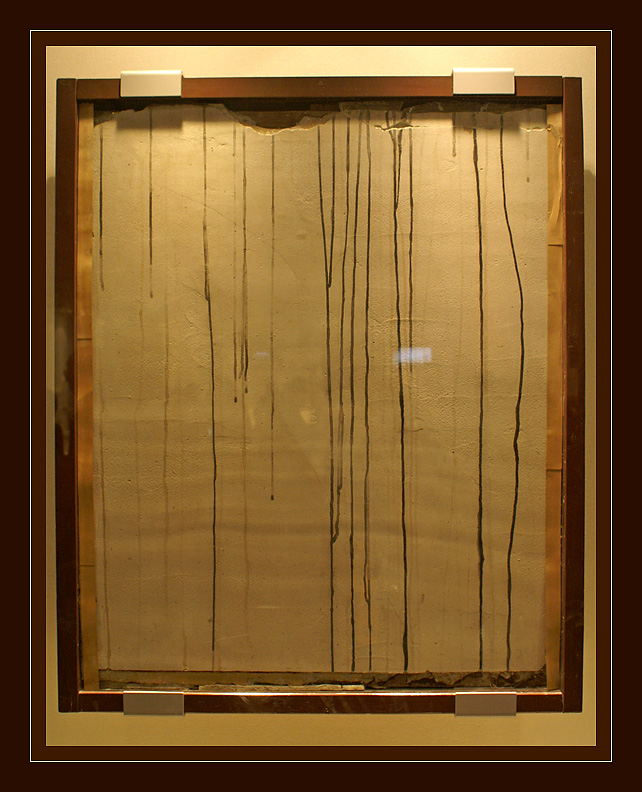
Фрагмент белой стены здания в Хиросиме со следами «чёрного дождя»

Японский город Хиросима был поражён взрывом американской атомной бомбы утром в понедельник, 6 августа 1945 года. Взрыв, аналогичный взрыву 16 килотонн, вызвал ударную волну и тепловое излучение температурой около 300 000 градусов по Цельсию, проникающее гамма-излучение на всю территорию (зону заражения). В различных зданиях, удалённых от очага взрыва, после детонации в конструкциях образовались трещины, что способствовало попаданию через эти отверстия «чёрного дождя» — частиц радиоактивных веществ — продуктов взрыва, оставляющего видимый чёрный след на стенах. При исследовании этих следов специалисты обнаружили некоторое количество радиоактивных осадков от ядерного взрыва.
Около 120 000 человек пострадали от взрыва и непрекращающихся пожаров, охвативших этот район, при этом загрязнённая вода от дождей использовалась в качестве основного водного ресурса для утоления жажды раненых и выживших. Жертвы были разделены на тех, кто умер неминуемой смертью от летальных доз, полученных во время взрыва, и тех, кто выжил, но умер через несколько месяцев или лет после того, как подвергся вредным последствиям воздействия радиоактивной среды. Одним из самых печально известных последствий, которое ощущалось среди пациентов, было достижение самой высокой рекордной температуры тела, зарегистрированной до сих пор (выше 40°). Другими симптомами, массово развившимися после взрыва, были случаи диареи, облысения и подкожных багровых пятен.
С 1955 года Мемориальный музей мира в Хиросиме чтит память жертв этого события снимками и предметами с места взрыва. Фрагмент здания, сохранившего на стене следы «чёрного дождя», экспонируется для посетителей.

## Тойоко Кубота

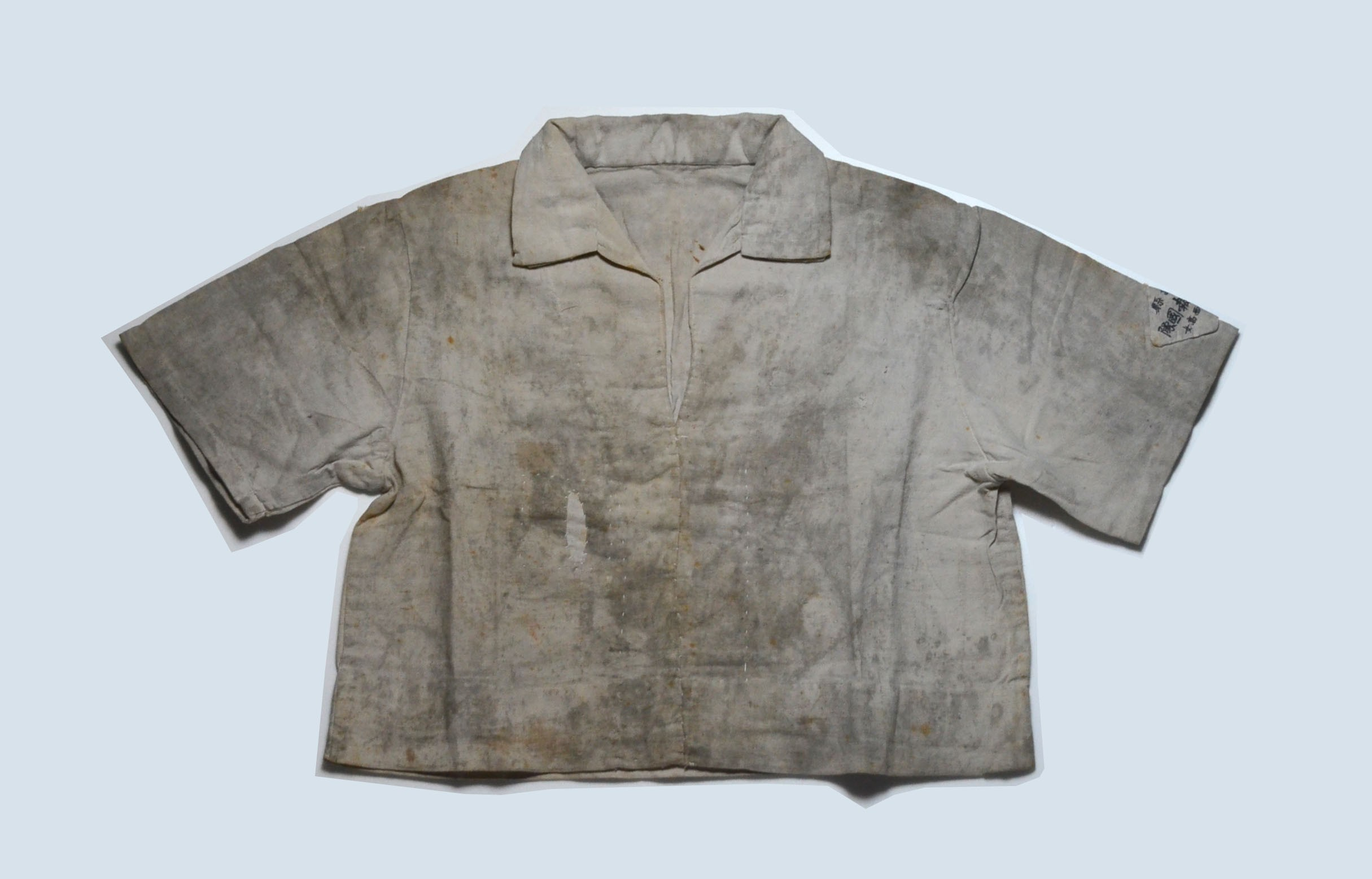
Почерневшая белая рубашка-поло Тоёко Куботы со следами «чёрного дождя»

Одним из наиболее характерных экспонатов Мемориального музея мира в Хиросиме является рубашка 16-летней Тоёко Куботы, которая попала под «чёрный дождь», пытаясь добежать до бомбоубежища.
Рубашка Тойоко Куботы сохранила отчётливо видимые следы «чёрного дождя».
В день взрыва Тойоко посещала занятия в старшей школе в районе Ниси-ку в Хиросиме. В момент взрыва она находилась на втором этаже здания, зажатая обломками здания, обрушившимися на её тело. С трудом ей удалось выбраться из здания и попытаться добраться до места, где она могла бы укрыться, из-за усталости и шока она рухнула на землю, полностью промокнув от дождя.
Тойоко Куботе удалось пережить катастрофу. Характерно, что рубашка, которая была на ней, была пропитана взвесью чёрного цвета, вызванной дождём, шедшим в то время, и как бы она ни пыталась постирать одежду, цвет не вернулся к своему первоначальному состоянию, в итоге она была передана в дар музею. Следует отметить, что этот и другие объекты в музее до сих пор имеют в себе остаточное количество радиации, несмотря на то что с момента бомбардировки прошло более 70 лет. Это является доказательством того, что ядерные эффекты сохраняются с течением времени.

## Отражение в культуре
- «Жаждущая женщина ловит чёрный дождь ртом». Картина Акико Такакуры. Вот что художник сказал о своей работе:

Через некоторое время пошёл дождь. Чёрный, чёрный дождь. Огромные капли. Люди вытягивали лица вверх и открывали рты, чтобы поймать капли. Горячие тела, очень горячие, как огненные шары. Им нужна была вода.
В изобразительном искусстве Японии явление «чёрного дождя» было отражено в живописи, передающей ужасный опыт ядерной войны. Различные литературные и графические произведения писателей и живописцев отражают события атомных взрывов над Японией. Среди повествовательных произведений, рассказывающих о событиях этого исторического момента, выделяется «Чёрный дождь» Масудзи Ибусэ, который был адаптирован как художественный фильм с тем же названием «Чёрный дождь» в 1989 году.